# Vársonkolyos község
Vársonkolyos község (románul: Comuna Șuncuiuș) község Bihar megyében, Romániában. Központja Vársonkolyos, beosztott falvai Körösbánlaka, Körösbánlakai erdő, Révtízfalu.

## Népessége
A 2011-es népszámlálás adatai alapján a község népessége 3259 fő volt.